# Cratere Gasa
Gasa  è un cratere sulla superficie di Marte.